# Indijska prosenka
Indijska prosenka (znanstveno ime Eleusine coracana), pandžabsko: ਬਾਜਰਾ, gudžaratsko: બાજરી, tamilsko: கேழ்வரகுje, je enoletnica, gojena kot žitarica v sušnih predelih Azije in Afrike. Prvotno izvira iz Etiopskega višavja, pred približno 4.000 let pa so jo začeli pridelovati v Indiji.